# Legislazione italiana dei beni culturali
La legislazione italiana dei beni culturali è quella parte del diritto italiano che disciplina la valorizzazione, conservazione, tutela e fruizione dei beni culturali.
L'evoluzione normativa è risultata intensa in questo settore, soprattutto negli ultimi anni, con diversi interventi che hanno modificato la legislazione in precedenza vigente, risalente alla fine degli anni trenta del XX secolo, in particolare riguardo alla definizione di "bene culturale" e all'attribuzione alle regioni e agli enti locali di alcune competenze precedentemente riservate allo Stato.

## Origini
La sensibilità al tema della conservazione dei beni culturali si sviluppò in Europa, specialmente in Francia, nel corso del XIX secolo, nell'ambito della tutela dell'immagine nazionale. Il problema di limitare l'esportazione delle opere d'arte era particolarmente sentito a Roma sin dal Rinascimento, per cui i Papi cinquecenteschi furono pionieri delle prime norme di tutela e conservazione del patrimonio artistico.

## Evoluzione normativa

### Regno d'Italia
Con l'Unità d'Italia, le belle arti, i musei e gli scavi, con il r.d. 11 agosto 1861, n. 202, furono assegnati al ministero della pubblica istruzione.
Con la legge 27 luglio 1907, n. 386 viene istituito il Consiglio superiore delle antichità e belle arti e con il r.d.l. 3 ottobre 1919, n. 1792, fu costituito un Sottosegretariato di Stato per le antichità e belle arti, poi soppresso con r.d. 29 aprile 1923, n. 953. Quello stesso anno, in attuazione della riforma Gentile, fu approvato, con r.d. 16 luglio, n. 1753, un nuovo ordinamento in base al quale veniva istituita la Direzione generale per le antichità e belle arti, all'interno del ministero della Pubblica istruzione, che nel 1929 divenne Ministero dell'educazione nazionale. Con il r.d. 22 dicembre 1932, n. 1735, veniva istituita la Consulta per la tutela delle bellezze naturali.
Il 15 novembre 1936 venne nominato ministro dell'Educazione nazionale Giuseppe Bottai. Tra il maggio e i luglio 1939 Bottai fece approvare quattro importanti leggi:
1. Dispose l'aumento delle Soprintendenze da 28 a 58, distinguendone le competenze e migliorando la distribuzione sul territorio;
2. Regolò severamente le norme relative a ritrovamenti, riproduzioni, esportazione ed espropriazione delle cose di interesse artistico;
3. Il 1º giugno 1939 fece emanare la legge n. 1089/1939 «per la tutela delle cose di interesse artistico e storico» (legge Bottai), la prima legge organica volta a disciplinare la tutela dei beni culturali, e il 29 giugno quella "per la tutela delle bellezze paesistiche" (l. n. 1497/1939). Viene tutelato il patrimonio storico-artistico mirando alla conservazione del concetto di "bello" ottocentesco. Si tratta di una concezione puramente estetica e meramente conservativa, ma segna una grande svolta nella concezione di patrimonio e tutela della cultura. Venne inserita tra i primi dodici articoli, quindi tra i principi fondamentali del nostro ordinamento perché promuovere la tutela della cultura significa promuovere l'autocoscienza dei cittadini e la loro storia culturale. La novità più significativa, rispetto alla precedente normativa vincolistica, è il divieto di esportazione di determinati beni[4], nonché il termine bimestrale per l’esercizio della prelazione statale per i beni oggetto di notifica ministeriale in quanto rientranti nella categoria dei beni culturali;
4. Dispose la creazione dell'Istituto centrale per il restauro (legge 22 luglio 1939, n° 1240).

### Adempimento della Costituzione repubblicana
Secondo l'articolo 9 della Costituzione italiana, "la Repubblica promuove lo sviluppo della cultura e la ricerca scientifica e tecnica. Tutela il paesaggio e il patrimonio storico e artistico della nazione.Tutela l’ambiente, la biodiversità e gli ecosistemi, anche nell’interesse delle future generazioni. La legge dello Stato disciplina i modi e le forme di tutela degli animali". Nell'articolo 117 si precisa la competenza dello Stato e delle Regioni in materia di tutela e legislazione dei "beni culturali".
Dagli anni cinquanta, vari atti internazionali italiani usarono il termine "beni culturali". Con la costituzione del  "Ministero per i beni culturali e ambientali", avvenuta con d.l. 14 dicembre 1974, n. 657, convertito in l.29 gennaio 1975, n. 5, la direzione generale delle antichità e belle arti e la direzione generale accademie, biblioteche e diffusione della cultura sono passate dalla Pubblica istruzione al nuovo ministero, il cui ordinamento è stato approvato con d.p.r. 3 dicembre 1975, n. 805.
Nel 1977 le competenze sui beni culturali in Sicilia, così come previsto dalla legge costituzionale n.2/1948, passano alla Regione Siciliana, attuate con i decreti del Presidente della Repubblica 30 agosto 1975, n.635 e n. 637 e con la legge regionale n.80 del 1º agosto 1977 con il trasferimento dei musei nazionali, delle soprintendenze e del relativo personale alla Regione.
Nel 1998 cambia denominazione in "Ministero per i Beni e le Attività Culturali".
Una delle principali vicende storiche che portò all'evoluzione del concetto di bene culturale fu la Convenzione dell'Aja del 14 maggio 1954, accompagnata da un Regolamento e da un Protocollo Aggiuntivo (I Protocollo), alla quale ha fatto seguito un ulteriore Protocollo Aggiuntivo (II Protocollo) del 26 marzo 1999. Questi strumenti di diritto internazionale costituiscono l'attuale fondamento della protezione dei beni culturali.

### Gli anni '90
Nel Decreto legislativo 1998, n. 112 (in attuazione della legge n.59 del 1997, detta "legge Bassanini"), al capo V, intitolato "Beni e attività culturali", per la prima volta viene data una precisa definizione dei beni culturali (art.148 "Definizioni", comma 1, lettera a): ""quelli che compongono il patrimonio storico, artistico, monumentale, demoetnoantropologico, archeologico, archivistico e librario e gli altri che costituiscono testimonianza avente valore di civiltà". Nel medesimo articolo di legge vengono inoltre definiti i termini di "beni ambientali", "tutela", "gestione", "valorizzazione" e "attività culturali". Con questo testo legislativo si allarga dunque la definizione tradizionale di "bene culturale", che comprende ora anche fotografie, audiovisivi, spartiti musicali, strumenti scientifici e tecnici.
Con il Decreto legislativo 1998, n. 368, sempre in attuazione della medesima legge, veniva inoltre istituito il Ministero per i beni e le attività culturali, al quale erano devolute le attribuzioni del precedente "Ministero per i beni culturali e ambientali" e quelle su spettacolo, sport e impianti sportivi che precedentemente spettavano alla Presidenza del Consiglio dei ministri. Un elenco di categorie di beni culturali era stato inoltre inserito nell'Allegato A ("Categorie di beni") della legge n.88 del 1998, riguardante le "Norme sulla circolazione dei beni culturali".
La legge n.352 del 1997 ("Disposizioni sui beni culturali") delegava il governo a raccogliere in un decreto legislativo il testo unico delle disposizioni legislative vigenti per i beni culturali e ambientali. Nel decreto legislativo in attuazione di tale legge (n.490 del 1999, "Testo unico delle disposizioni legislative in materia di beni culturali e ambientali", articoli 2, 3 e 4) la definizione di bene culturale ricalca quelle offerte dai precedenti provvedimenti.

### La codificazione del 2004
Dopo un settantennio di attività amministrativa regolata dalle leggi Bottai del 1939, il 22 gennaio 2004 venne emanato il codice dei beni culturali e del paesaggio (decreto legislativo 22 gennaio 2004 n. 42, ai sensi dell'articolo 10 della legge 6 luglio 2002 n. 137) che porta la firma del ministro pro tempore Giuliano Urbani. Il provvedimento sostituisce la precedente normativa e in questo codice confluiscono i provvedimenti che si sono succeduti dalla fine degli anni novanta e che hanno ridisegnato la materia, semplificandola. Secondo l'art. 10 del succitato codice sono sempre beni culturali:
Sono inoltre beni culturali altri tipi di documenti e raccolte nonché i beni posseduti da privati se dichiarati tali dalle locali soprintendenze con apposita dichiarazione e non esclusi esplicitamente mediante l'apposita procedura mentre tale dichiarazione non è necessaria per i beni prima elencati. Per legge è costituito il catalogo nazionale dei beni culturali (in diverse articolazioni), dove dovrebbero confluire tutte le informazioni sui beni culturali: il catalogo non è pubblicamente accessibile a tutti; l'accesso a tali informazioni è disciplinato dalla normativa sul diritto di accesso ai documenti amministrativi.
Il codice dei beni culturali e del paesaggio è servito a disciplinare lo sfruttamento commerciale dei beni culturali, riservandolo alle soprintendenze e ai privati da esse autorizzati dietro pagamento di appositi corrispettivi. Tale sistema dovrebbe servire a finanziare la conservazione e gestione dei beni culturali e fa sì che in Italia siano presenti restrizioni ignote in altri paesi, come ad esempio il sostanziale annullamento della libertà di panorama.

## Tutela dell'arte, della storia e del paesaggio
L'amministrazione creata nel 1939 ed articolata sulle Soprintendenze - oggi alle dipendenze del Ministero per i beni e le attività culturali tutela, con gli strumenti apprestati dal codice Urbani del 2004, tutto ciò che ha un valore artistico, storico, archeologico, etnografico, paleontologico, numismatico o letterario.

### Catalogo
Uno dei primi obiettivi della tutela dei beni culturali è stato quello di identificarli, perché non sfuggissero alla tutela. La costruzione del catalogo generale dei beni culturali italiani è un processo in continuo divenire e a tutt'oggi non esiste un catalogo unico.
Negli anni 2010 sono apparsi numerosi applicativi e siti web per l'identificazione dei beni culturali (compresi quelli privati), fra cui SIGeCweb e sigecSSU (per i beni gestiti dal ministero), DBunico/luoghi della cultura, VIR, dati.beniculturali.it e numerose banche dati regionali.
La catalogazione dei beni culturali si è sviluppata anche come disciplina.

## Tutela della testimonianza umana
I beni archivistici e bibliografici testimoniano un'attività umana, sia mediante supporti cartacei che elettronici, digitali, sonori, magnetici o di ogni altro tipo offerto dalla tecnologia. 
L'amministrazione archivistica, istituita con DPR del 30 settembre 1963 n.1409, si occupa della conservazione del patrimonio archivistico italiano, nelle seguenti modalità:
- Conservare: gli archivi degli stati preunitari; i documenti degli organi legislativi (Camera e Senato), amministrativi e giudiziari dello Stato non più occorrenti alle necessità ordinarie di servizio; tutti gli altri archivi e singoli documenti che lo stato abbia in proprietà o in deposito per disposizione di legge o altro titolo (archivi notarili, archivi privati di notevole interesse storico depositati o donati, archivi di enti pubblici soppressi, archivi di corporazioni religiose soppresse, ecc.)
- Esercitare la vigilanza: sugli archivi degli enti pubblici; sugli archivi di notevole interesse storico di cui siano proprietari, possessori o detentori, a qualsiasi titolo i privati.

### Inquadramento amministrativo
L'Amministrazione archivistica è parte integrante dell'amministrazione dei beni culturali in Italia a partire dalla fondazione del Ministero per i beni culturali e ambientali (1975), istituito da Giovanni Spadolini con il compito di affidare unitariamente alla specifica competenza di un ministero appositamente costituito la gestione del patrimonio culturale e dell'ambiente, al fine di assicurare l'organica tutela di interesse di estrema rilevanza sul piano interno e nazionale raccogliendo le competenze e le funzioni in materia che erano prima competenza di:
- Ministero della pubblica istruzione (antichità e belle arti, accademie e biblioteche),
- Ministero dell'interno (Archivi di Stato)
- Presidenza del Consiglio dei ministri (Discoteca di Stato, editoria libraria e diffusione della cultura).

### Limiti
La disciplina archivistica appare arretrata sotto il profilo della libera consultazione e quindi del diritto alla conoscenza: «la proiezione dei fatti nelle carte – non solo in Italia, ma anche in Europa – soffre delle medesime forme di ipocrisia, con cui si sono raccontati i fatti nel loro divenire. Ecco perché occorre passare attraverso una revisione della disciplina archivistica, offrendo al documento storico un trattamento conforme alle altre testimonianze appartenenti al patrimonio culturale del Paese: obblighi di non dispersione, di custodia, di tutela e di messa a disposizione della pubblica fruizione, discendenti dal Codice Urbani e dalla Convenzione quadro del Consiglio d'Europa sul valore del patrimonio culturale per la società, fatta a Faro il 27 ottobre 2005, ratificata ai sensi della legge 1º ottobre 2020, n. 133».